# 히카타정 (와카야마현)
히카타정(日方町)은 와카야마현 가이소군에 설치되었던 정이다. 현재의 가이난시에 해당한다.